# 42 Korpus Armijny (ZSRR)
42 Korpus Armijny (ros. 42-й армейский корпус) – wyższy związek taktyczny Armii Radzieckiej z okresu zimnej wojny.

## Struktura organizacyjna
W 1991
- dowództwo
- 19 Dywizja Zmechanizowana[a]
- 486 Brygada Artylerii